# Anders Donner

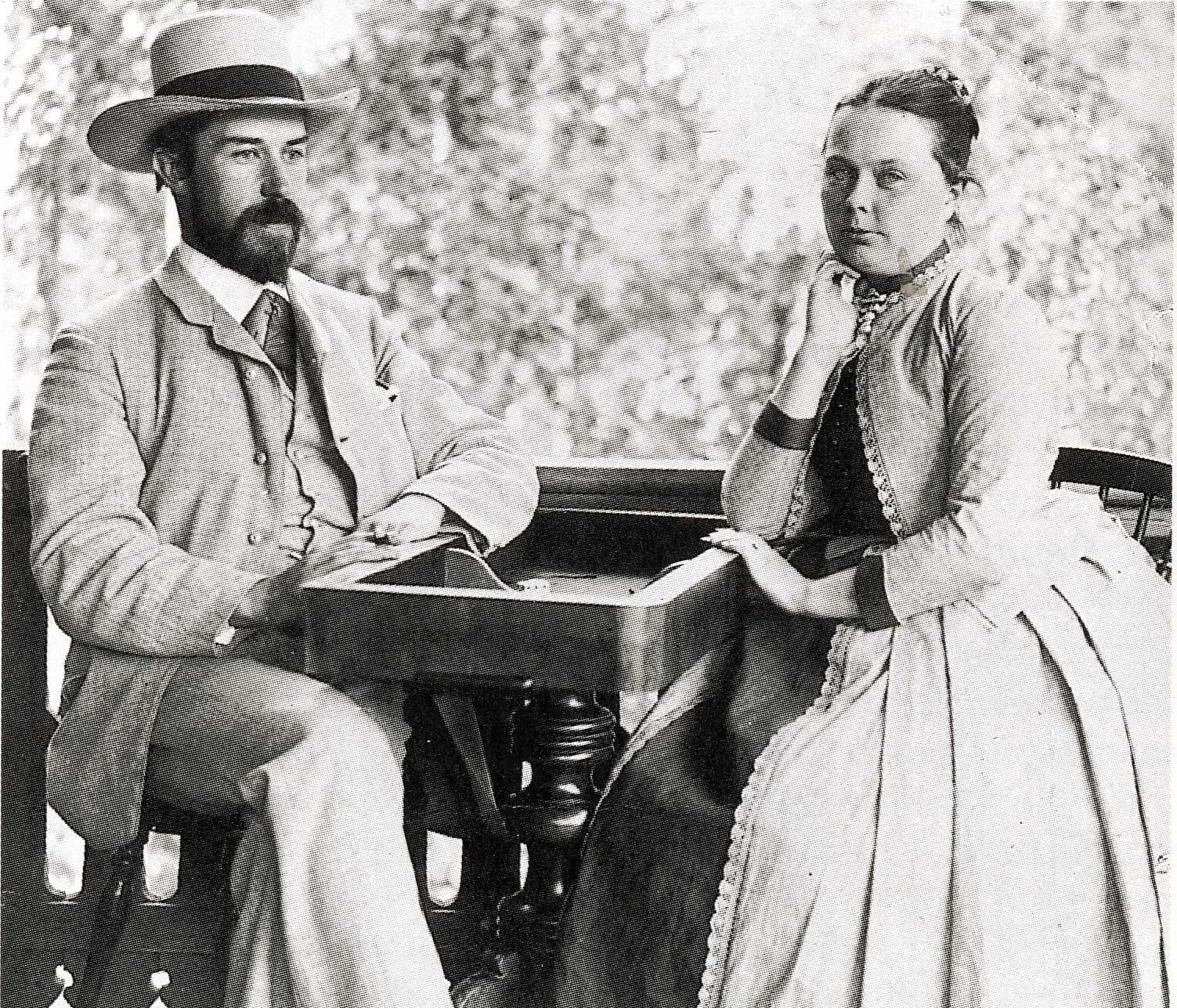
Anders Donner (links) in 1889

Anders Donner (1854 — 1938) was een professor astronomie aan de Universiteit van Helsinki en het Observatorium van Helsinki tussen 1883 en 1915. Tussen 1881 en 1883 was hij docent astronomie. Later was hij docent aan de universiteit van 1902 tot 1911.
Onder zijn bewind deed het observatorium mee aan het Carte du Ciel project.
Ze startten met fotograferen in 1890 in Helsinki en het werk was af in 1937. Het dossier bevatte rond de 285.000 sterren, hun lichtsterkte en precieze locatie. Donner doneerde het meeste werk aan de universiteit.
De krater Donner op de maan en de planetoïde 1398 Donnera zijn naar hem genoemd.
- Gemeinsame Normdatei: 116178671
- International Standard Name Identifier: 0000 0000 7735 1248
- Library of Congress Control Number: no2024117433
- Mathematics Genealogy Project: 234089
- Nederlandse Thesaurus van Auteursnamen: 157811921
- LIBRIS: 333901
- SNAC: w616769c
- Système universitaire de documentation: 076331954
- Virtual International Authority File: 17967180
- WorldCat: E39PBJwX6FF7VwkkVb9bB4gqcP